# 12 Memories
12 Memories es el cuarto álbum de estudio de la banda escocesa de indie rock Travis, lanzado en 2003. Este álbum tiene letras más maduras y oscuras que los otros. El primer sencillo fue "Re-offender", alcanzando el número 7 en los UK chart. Esta canción fue inspirada en los padres de Francis, según él mismo ha contado en conciertos, su padre golpeaba a su madre. El segundo sencillo, "The Beautiful Occupation", fue inspirado en la ocupación de Irak por Estados Unidos en 2003. El tercer y último sencillo, "Love Will Come Through" fue una canción mucho más clásica, del estilo de Travis y posteriormente se utilizó en una campaña de marketing por parte de Correos. El fin de voz de "Peace the Fuck Out" fueron proporcionados por los partidarios del Celtic F.C. y Fulham F.C..

## Lista de canciones
Todos los temas son escritos por Francis Healy.
1. Quicksand – 2:39
2. The Beautiful Occupation – 3:46
3. Re-Offender – 3:48
4. Peace the Fuck Out – 2:55
5. How Many Hearts – 4:46
6. Paperclips – 3:36
7. Somewhere Else – 3:13
8. Love Will Come Through – 3:40
9. Mid-Life Krysis – 3:39
10. Happy to Hang Around – 3:34
11. Walking Down the Hill – 9:21
  - Some Sad Song (tema inédito versiones Estados Unidos y Japón)
  - Definition of Wrong (tema inédito versión Japón)
  - 12th Memory (tema inédito versión Japón)

## Integrantes
- Francis Healy – vocalista, guitarra
- Andy Dunlop – guitarra
- Dougie Payne – bajo
- Neil Primrose – batería

- Datos: Q784864